# Stranski Vrh
Stranski Vrh – wieś w Słowenii, w gminie Litija. W 2018 roku liczyła 54 mieszkańców.